# Курлея
Курлея́ (рос. Курлея) — село у складі Газімуро-Заводського району Забайкальського краю, Росія. Входить до складу Батаканського сільського поселення.

## Населення
Населення — 6 осіб (2010; 10 у 2002).
Національний склад (станом на 2002 рік):
- росіяни — 100 %